# Distretto di Kachhi
Il distretto di Kachhi (in urdu: ضلع بولان) è un distretto del Belucistan, in Pakistan, che ha come capoluogo Dhadar. Nel 1998 possedeva una popolazione di 288.056 abitanti.